# Cattleya caulescens
Cattleya caulescens é uma espécie rupícola mineira com pseudobulbos de 5 a 15 centímetros de altura, portando uma só folha verde-acinzentada, grossa e claviculada de 10 centímetros de comprimento. Inflorescências eretas de 20 centímetros de altura, com cinco a oito flores espaçadas. Flor de 2 centímetros de diâmetro de cor que varia desde o rosa-pálido ao lilás-magenta.Existe ainda grande quantidade em seus habitats naturais.
Floresce na primavera e no verão.